# نهران (هريس)
نهران هي قرية في مقاطعة هريس، إيران. عدد سكان هذه القرية هو 357 في سنة 2006.